# Autorità
L'autorità (dal latino auctoritas, da augeo, accrescere) è l'insieme di qualità proprie di una istituzione o di una singola persona alle quali gli individui si assoggettano in modo volontario per realizzare determinati scopi comuni. Il concetto di auctoritas è una creazione originale del diritto romano, assente nel pensiero greco.
Spesso è usato come sinonimo di potere, ma in realtà i due termini afferiscono ad accezioni diverse. Il "potere" si riferisce all'abilità nel raggiungere determinati scopi mentre il concetto di "autorità" comprende la legittimazione, la giustificazione ed il diritto di esercitare quel potere.

## Studi sul concetto di autorità
Le prime riflessioni sul concetto di autorità possono essere fatte risalire agli antichi Romani che distinsero tra auctoritas, potestas ed imperium, ma è stato con la nascita degli stati nazionali che l'indagine si separa da implicazioni di tipo divino, grazie a Il Principe (1513) di Niccolò Machiavelli e al Leviatano (1651) di Hobbes, opere in cui per la prima volta viene affermata una nozione moderna e laica di autorità.
Successivamente fu l'empirista Locke, nei Due trattati sul governo (1690) a continuare la riflessione in proposito, giungendo a concludere che il fondamento dell'autorità debba essere cercato nella libertà e nell'uguaglianza di tutti gli individui. Contrario ad ogni forma di assolutismo fu anche Jean-Jacques Rousseau che, nella sua opera Contratto sociale, (1762), teorizzava un concetto di autorità come emanazione della volontà popolare.
Nel XIX secolo l'autorità, nelle riflessioni di Hegel e di Comte, divenne la guida irrinunciabile del progresso umano. Secondo Marx, invece, nella prospettiva del materialismo storico, l'autorità si configurava come il dominio oppressivo della società capitalistica sulla classe operaia.
Il sociologo Émile Durkheim nel 1893, con l'opera Divisione del lavoro sociale, propose un'idea di autorità come regolamentazione dall'alto del funzionamento complessivo della società, basata appunto sulla divisione del lavoro.
Su questo piano conduce la sua riflessione anche Max Weber che, nel suo saggio Economia e società, distingue tre tipi di autorità:
1. quella legale, ovvero quella regolata da un sistema ufficiale di leggi;
2. quella tradizionale, ossia legittimata dalla tradizione;
3. quella carismatica, legittimata dalle capacità personali (il carisma appunto) del capo.

Gli studi più recenti sul concetto di autorità, condotti nel 1936 da Max Horkheimer, Herbert Marcuse e Erich Fromm (in Studi sull'autorità e la famiglia) e da Theodor Adorno con l'opera La personalità autoritaria (1950), vertono sulla denuncia della degenerazione dell'autorità in autoritarismo.

## L'AuctoritasAugustea
Il concetto di auctoritas, nell'antica Roma, rimane indissolubilmente legato alla figura di Augusto. Lui stesso, nelle Res gestae divi Augusti, spiega come l'enorme mole di poteri che gli vennero attribuiti dal senato, li ottenne poiché fu riconosciuto, unanimemente, come il cittadino con la maggiore auctoritas rispetto agli altri Augusto, per auctoritas, intendeva lo spessore che ebbe assunto la sua persona, in virtù delle gesta e delle imprese militari nelle quali si rese protagonista e che gli permisero di accumulare un potere personale effettivo, nonostante non ricoprisse cariche politiche ufficiali.

## Auctoritascome fonte del sapere medievale
Fuori dal contesto geo-politico, la parola auctoritas aveva anche un valore nel campo religioso-scientifico. L'auctoritas era quella forma di reverenza e di fiducia che si riponeva nelle sacre scritture, quali strumenti della rivelazione divina: esse non potevano essere messe in discussione, ma essendo oggetto di fede, rappresentavano oltre che testi religiosi, le fonti più importanti per qualsiasi campo del sapere. In questo senso l'auctoritas era il principio su cui si basava la conoscenza scientifica prima della rivoluzione scientifica di Galileo e Francesco Bacone (il tutto è riassumibile nella locuzione latino Ipse dixit).
Nel corso del Medioevo l'auctoritas non rimase circoscritta ai testi sacri, ma gradualmente venne estesa ad altri grandi autori del mondo classico (sebbene la filosofia scolastica indicasse anche quale valore dare ai passaggi in apparente contraddizione) e poi alla grande maggioranza degli scritti in genere, pur nella costante convinzione che la ratio fosse superiore all'auctoritas (l'autorità si fonda sulla ragione, ma non la ragione sull'autorità, dice Scoto Eriugena) e che, negli argomenti umani, l'argomento d'autorità fosse, per definizione, il più debole, di fronte ad argomenti di ragione o di tipo empirico (Tommaso d'Aquino).
Alcune posizioni polemiche posteriori, umaniste o illuministe, hanno invece voluto presentare un Medioevo preda della ferma convinzione della totale assimilabilità tra una prova empirica e una testimonianza ritenuta credibile; questo principio, si dice, sarebbe alla base di tutto il sapere medievale e spiegherebbe anche la proliferazione di credenze di sapore più superstizioso e magico. Secondo questa posizione, i primi accenni alla delegittimazione di questa sorta di (usando un termine dispregiativo) "creduloneria" sarebbero avvenuti a partire dall'umanesimo e dalla riscoperta del mondo classico senza il filtro degli autori medievali.